# Doris Dragović

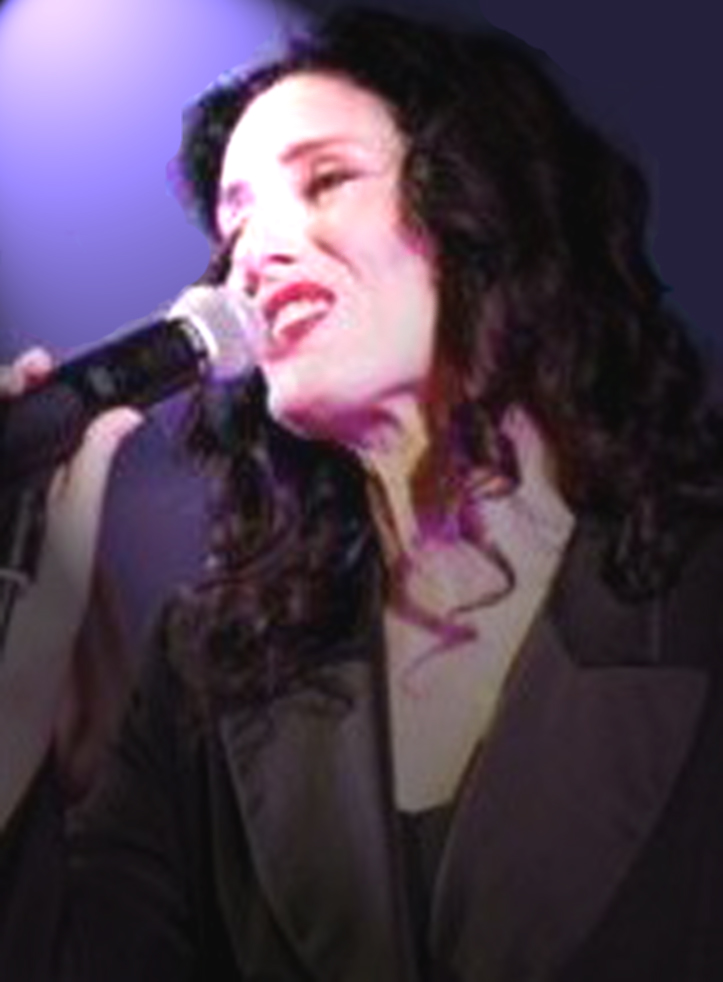
Doris Dragović (2008)

Dorotea „Doris“ Dragović (* 16. April 1961 in Split) ist eine kroatische Sängerin.

## Leben und Wirken
In den 1980er Jahren wurde sie als Mitglied der Band More berühmt. 1986 startete sie dann ihre Solo-Karriere. Im selben Jahr vertrat sie Jugoslawien beim Eurovision Song Contest 1986 in Bergen mit dem Song Željo moja (zu dt.: Mein Wunsch). Sie erreichte den 11. Platz.
Dreizehn Jahre nach ihrem Auftritt in Bergen startete sie 1999 erneut beim Eurovision Song Contest, diesmal für Kroatien. Ihr melodramatischer Song Marija Magdalena erreichte den 4. Platz, bis dato das zweitbeste Ergebnis Kroatiens.
Doris ist mit dem ehemaligen kroatischen Wasserball-Spieler Mario Budimir verheiratet.

## Diskografie

### Alben
- 1983: Hajde da se mazimo (mit More)
- 1985: Tigrica (mit More)
- 1986: Željo moja
- 1987: Tužna je noć
- 1987: Tvoja u duši
- 1988: Pjevaj srce moje
- 1989: Budi se dan
- 1992: Dajem ti srce
- 1993: Ispuni mi zadnju želju
- 1995: Baklje Ivanjske
- 1997: Živim po svom
- 1999: Krajem vijeka
- 2000: Lice
- 2002: Malo mi za sriću triba (HR: Silber)[2]
- 2009: Ja vjerujem
- 2014: Koncert U Lisinskom

### Kompilationen
- 1990: Najveći hitovi (1986–1990)
- 2001: 20 godina s ljubavlju (Best of balade)
- 2007: The Platinum Collection
- 2010: Najljepše ljubavne pjesme
- 2014: Best of collection

### Livealben
- 1996: Rođendan u Zagrebu
- 2016: Live Spaladium Arena

### Singles (Auswahl)
- 1986: Željo moja
- 1997: Što je od mene ostalo (mit Petar Grašo)
- 1999: Marija Magdalena
- 2000: Petak
- 2002: Malo mi za sriću triba
- 2002: Ni da mora nestane
- 2002: Krivi Ljudi